# Katrin Haenselt
Katrin Haenselt, coniugata Beilfuß (Gottinga, 29 giugno 1955), è un'ex cestista tedesca.

## Carriera
Con la Germania Ovest ha disputato quattro edizioni dei Campionati europei (1974, 1976, 1978, 1981).